# Monumentalfriedhof Staglieno

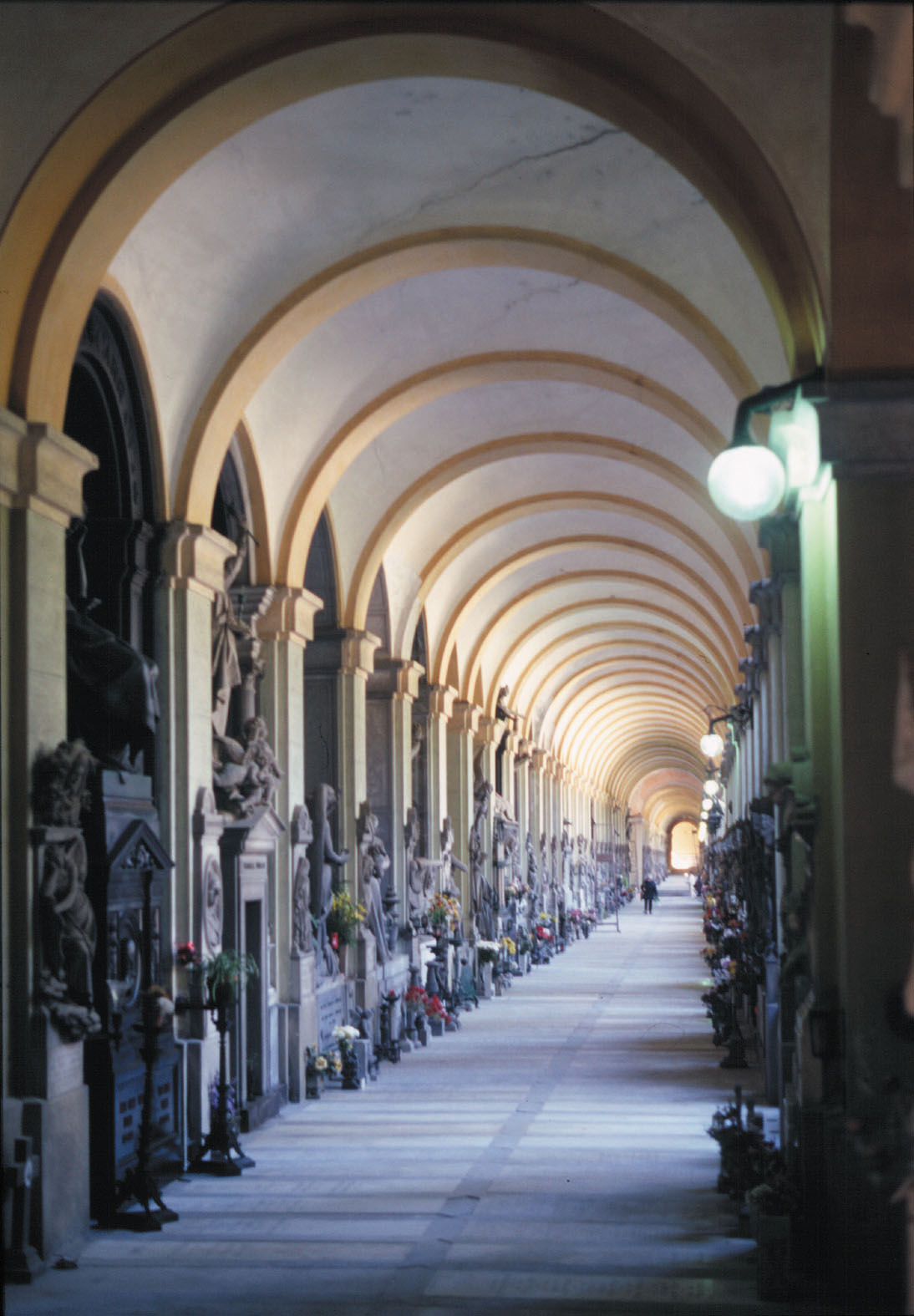
Kolonnade auf dem Friedhof von Staglieno

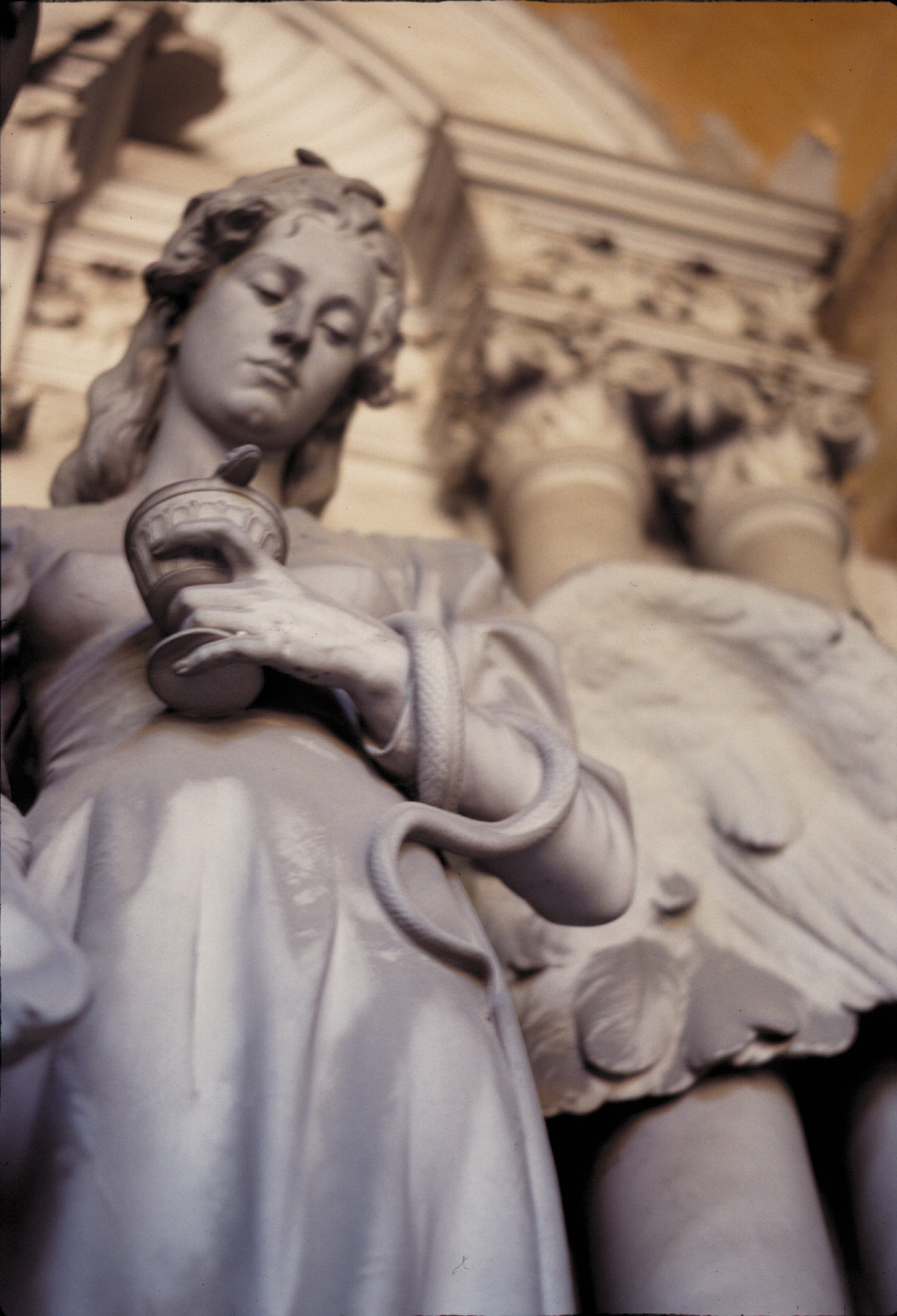
Staglieno-Grabskulptur einer weiblichen Figur mit Kelch und Schlange

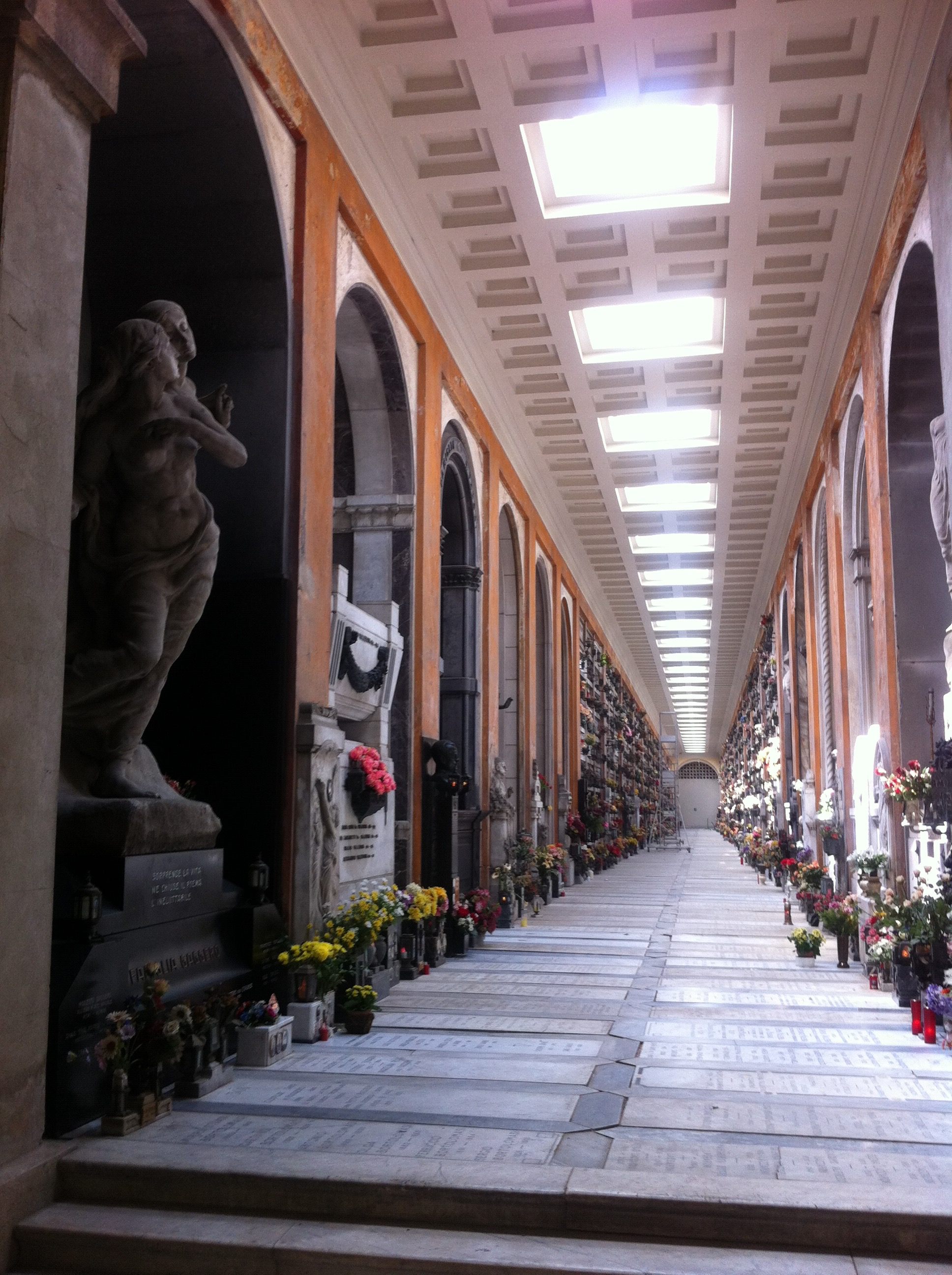
Arkadengang auf dem Friedhof von Staglieno

Der Monumentalfriedhof Staglieno (italienisch Cimitero monumentale di Staglieno) erstreckt sich auf einem mehr als 1 km² großen Areal eines südostseitig geneigten Berghangs des genuesischen Stadtteils Staglieno, in der Nähe von Genua. Die Geländestufen werden für Arkaden und Kolonnaden mit mehrstöckigen Urnennischen genutzt. In den steileren Bergflanken finden sich in parkartiger Umgebung verschiedene Familiengruften in historisierenden Baustilen. Bedingt durch die Größe der Anlage und die Höhenunterschiede zwischen den einzelnen Friedhofsbezirken verkehrt innerhalb des Friedhofs eine eigene Kleinbuslinie des örtlichen Verkehrsunternehmens.

## Geschichte
Der Friedhof wurde am 1. Januar 1851 offiziell eröffnet, obwohl er bei weitem noch nicht fertiggestellt war. Der Entwurf stammte von dem Genueser Stadtbaumeister Carlo Barabino (1768–1835) und sah eine Stadt der Toten vor, die dem Anspruch Genuas als kommerzielles und kulturelles Herz Liguriens sowie auch dem hygienischen Standard der Zeit gerecht werden sollte. Barabinos Mitarbeiter Giovanni Battista Resasco (1798–1871) setzte ab 1844 den Plan des Meisters im Gebiet um Villa Vaccarezza um: Ein rechteckiger Zentralbau umlaufender Bogengänge, und vom Haupteingang blickt man auf das über dem Areal thronende Pantheon, das über eine monumentale Treppenanlage zugänglich ist. Die Lage inmitten einer grünen Hügellandschaft gestattete auch die Anlage terrassenförmiger Gräberfelder. Eine von Resasco vorgeschlagene Erweiterung halbkreisförmiger Galerien im Nordosten wurde 1890 verwirklicht, und bis 1955 wurden mit Unterbrechung zusätzliche Bogengänge errichtet sowie darüber hinaus auch ein evangelischer und englischer Friedhof integriert.

## Skulpturenpark
Bemerkenswert sind die häufig mit unglaublichem Pomp ausgestatteten Grabmäler und figürlichen Darstellungen, stilistisch überwiegend dem „bürgerlichen Realismus“ des 19. Jahrhunderts verpflichtet. Hier wird vielfach einer naturalistischen Selbstdarstellung der Verblichenen gefrönt, die der Selbstdarstellung der Lebenden unter den Arkaden der Genueser Einkaufsmeile in nichts nachsteht. Staglieno ist ein pompöses Museum der Bildhauerei der letzten 150 Jahre: Barocke Allegorie, Klassizismus, Spätromantik, Realismus, Naturalismus, Symbolismus, Jugendstil und Art déco finden sich hier in Marmor, vor allem in dem nahezu weißen Carrara-Marmor, dem Bildhauermaterial Statuario. Eine bemerkenswerte Besonderheit tritt häufig auf: Teilweise sind die ursprünglich nahezu weißen Marmorplastiken und Steinelemente mit schwarzem Bohnerwachs geschwärzt worden. Nicht nur Marmor alleine wurde als Gestaltungsmaterial verwendet, sondern er wurde auch mit Mosaik, Malerei, Fresko oder bemalten Kacheln phantasievoll kombiniert.

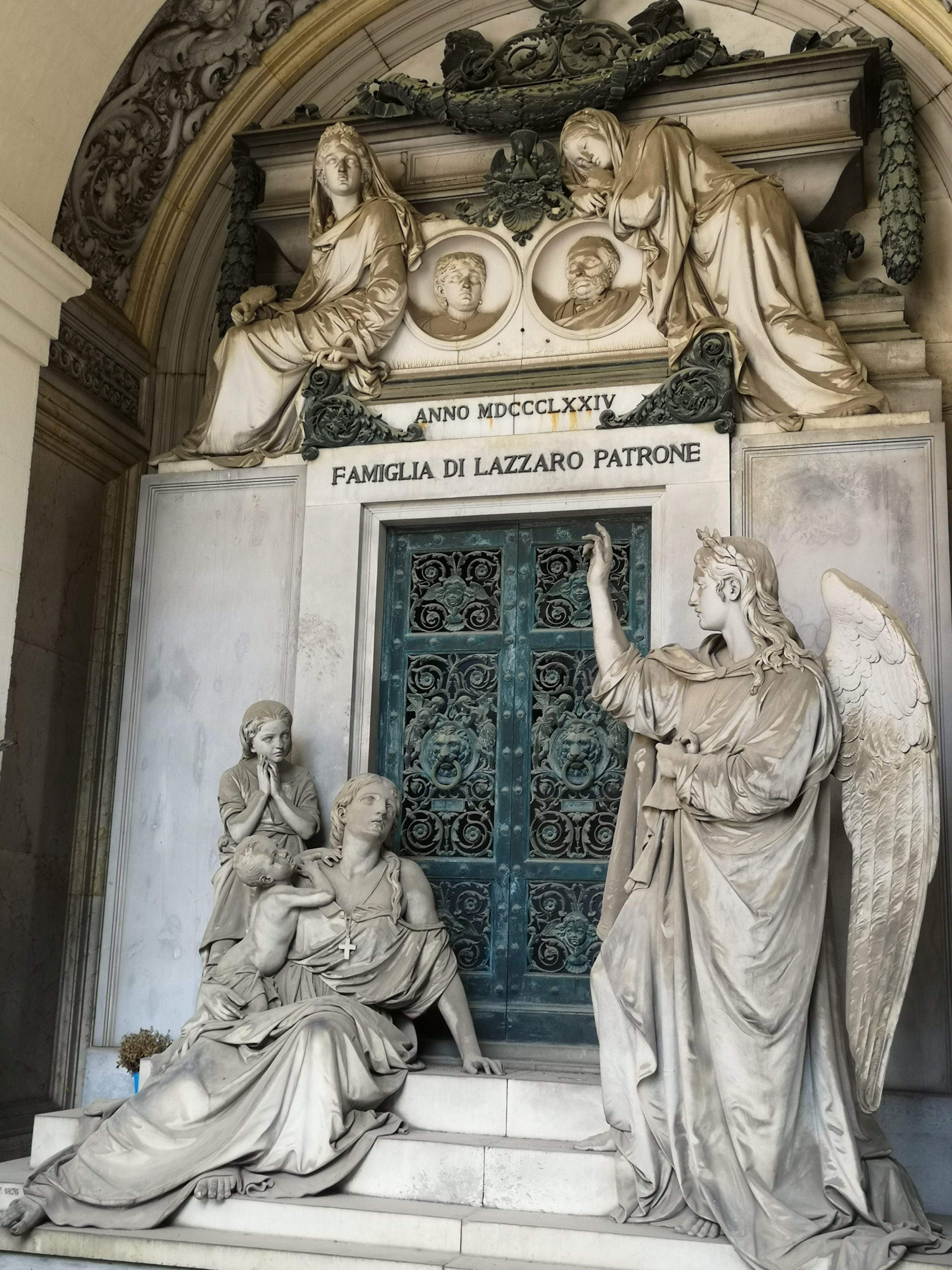
Grabstätte Familie Patrone, Engel mit Trauernden von Santo Varni (1876)
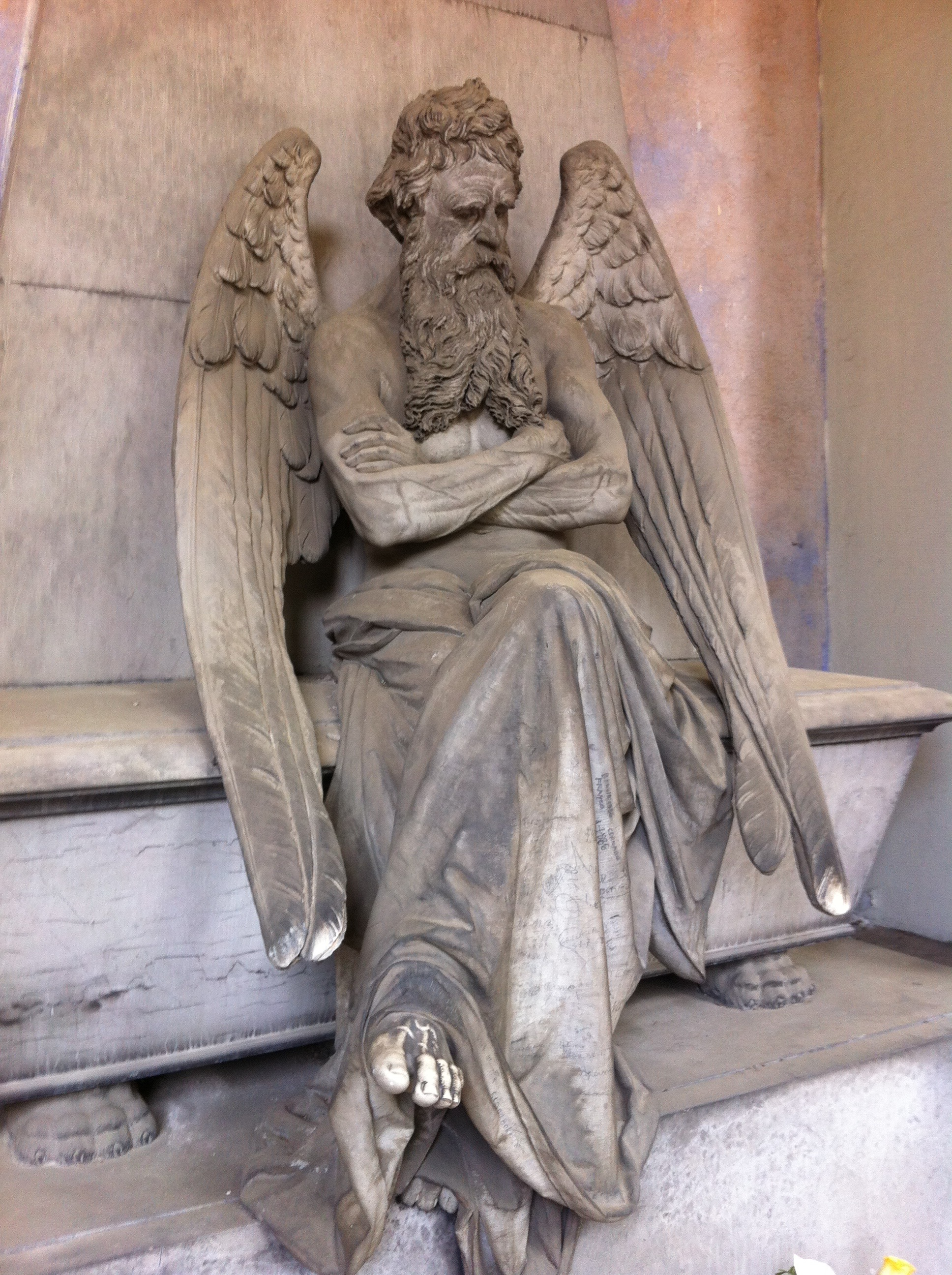
Grabstätte Erasmo Piaggio, Chronos von Santo Saccomanno (1876)
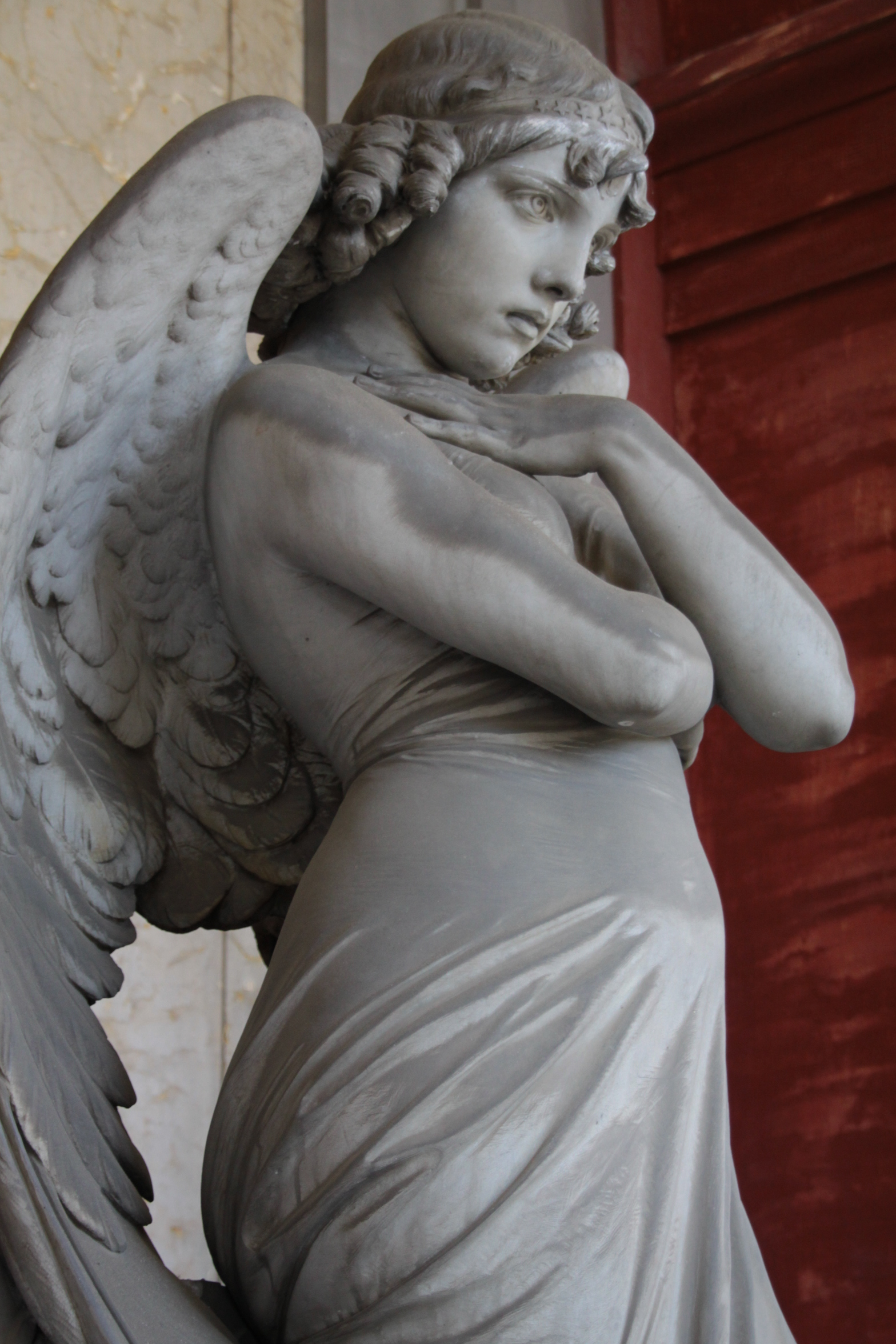
Grabstätte Francesco Oneto, Engel der Auferstehung von Giulio Monteverde (1882)
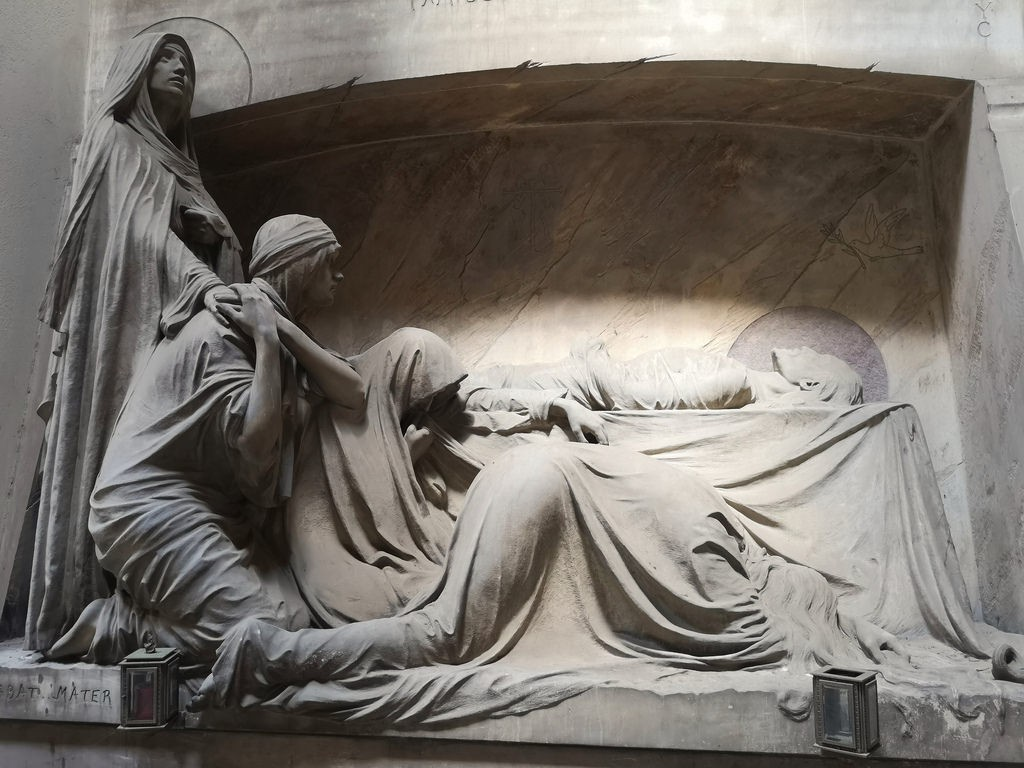
Grabstätte Familie Appiani, Beweinung Christi von Demetrio Paernio (1910)
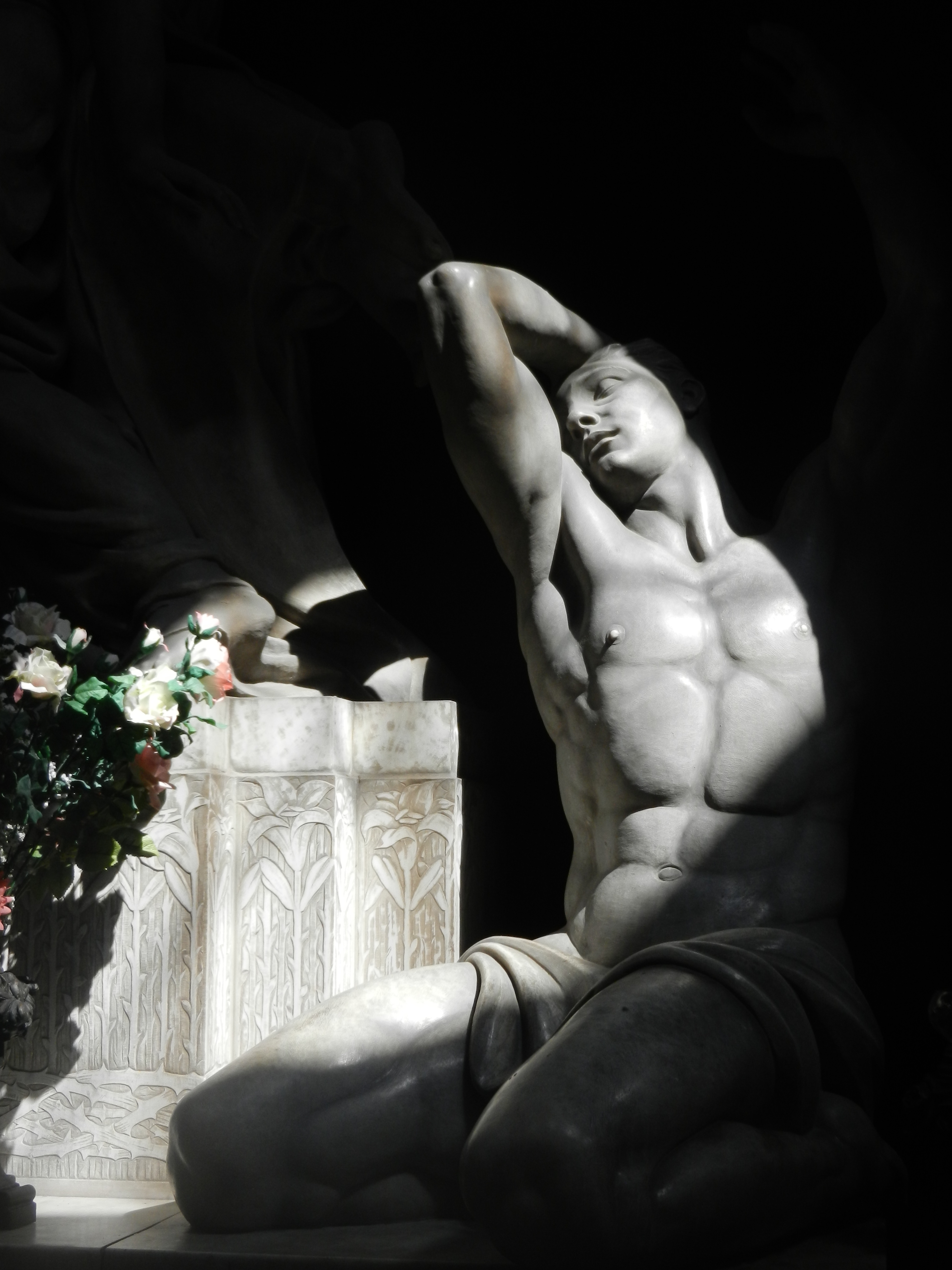
Grabstätte Teresa Della Casa, Skulptur von Guido Galletti (1927)
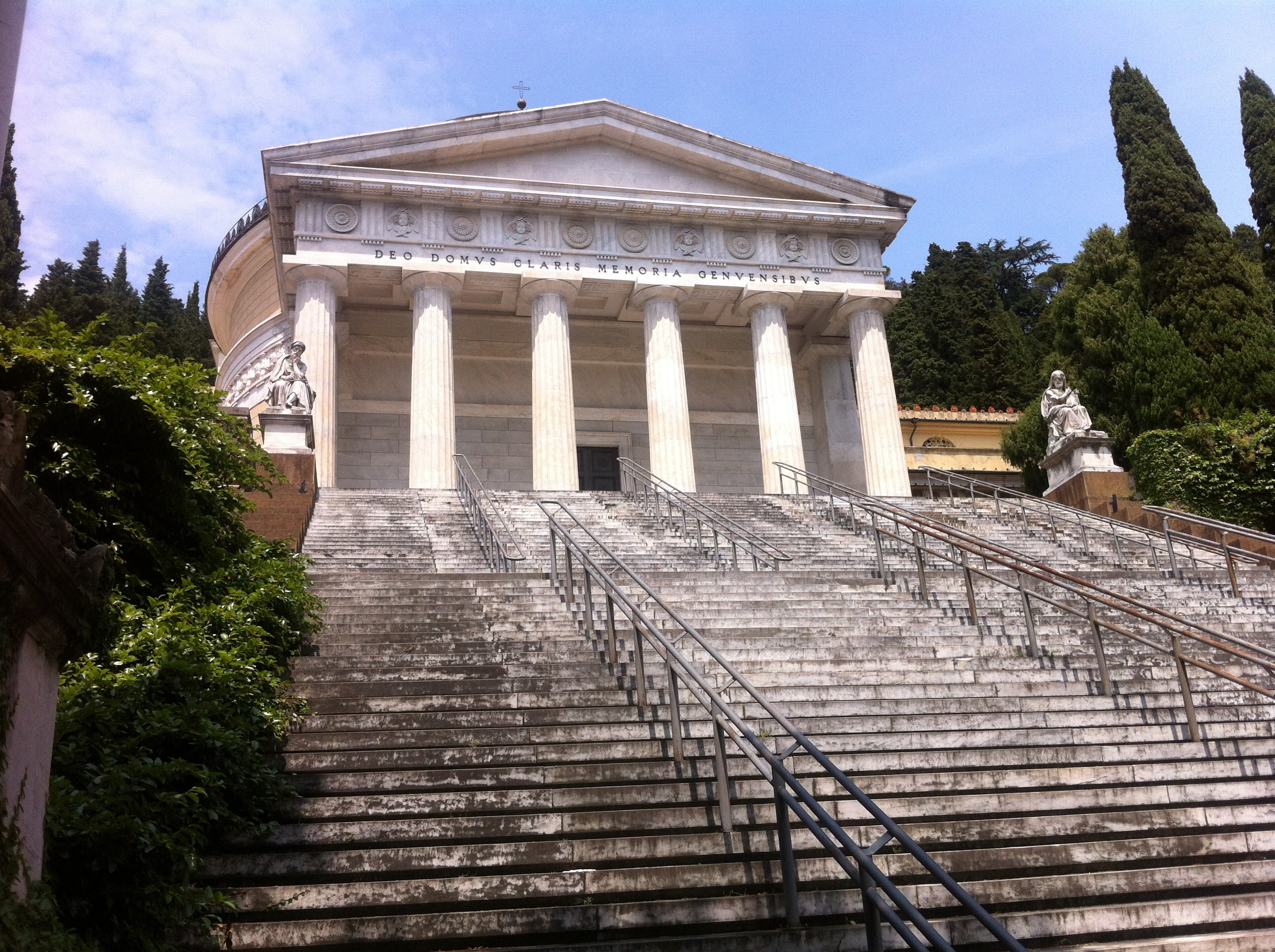
Klassizistischer Rundtempel (Pantheon)

## Prominente Tote und Besucher
Berühmte Tote sind unter anderem Mary Constance Wilde, Ehefrau des englischen Dichters Oscar Wilde, der italienische Sänger Fabrizio de André (1940–1999) und der Comiczeichner und Autor Giovan Battista Carpi. Da gibt es ein monumentales Grabmal der Nussverkäuferin Caterina Campodonico von Lorenzo Orengo (1881), die in zeitgenössischer Tracht mit dem Korb in der Hand (wie zu Lebzeiten an den Ecken Genuas) ewig dort stehen wird. Sie ersparte mühselig aus Nuss- und Brötchenverkäufen die Erstellung ihrer Marmor-Skulptur, die sich ansonsten nur die reichen Genueser leisten konnten. Maria Francesca Delmas starb am 13. März 1908 mit 25 Jahren bei einem Autounfall: Als Marmorskulptur von Luigi Orengo (1909) liegt sie als halbnackte Figur auf ihrem Sarkophag, und die Lippen des Geliebten berühren noch immer ihr Haar. Ein Soldat sinkt von einer Kugel tödlich getroffen in die Arme eines Engels, die Handgranate umklammernd. Und der Genueser Industriemagnat Armando Raggio ließ sich 1896 gar eine 28 Meter hohe Kopie des Mailänder Doms als letzte Ruhestätte errichten.
Mark Twain und Guy de Maupassant, Friedrich Nietzsche und Elisabeth von Österreich waren von der Schönheit Staglienos beeindruckt. Lee Friedlander fotografierte 1993 auf dem Friedhof Staglieno bei Genua, dem Heimatort von Maria Friedlanders Familie.

## Zitat
„Mein letzter Besuch war dem Friedhof bestimmt – eine Begräbnisstätte, die mehr als 60.000 Tote aufnehmen soll. An diesen Ort werde ich mich erinnern, selbst wenn ich die Paläste vergessen habe. Ein breiter Säulengang aus Marmor umgibt eine große leere rechteckige Fläche; auch der Boden ist aus Marmor, und auf jeder einzelnen Platte ist eine Inschrift. Auf beiden Seiten entlang des Ganges kann man Denkmäler, Grabmäler und Skulpturen bewundern, die bis ins kleinste Detail ausgearbeitet sind und Harmonie und Schönheit ausstrahlen.“